# Lithophragma cymbalaria
Lithophragma cymbalaria är en stenbräckeväxtart som beskrevs av John Torrey och Gray. Lithophragma cymbalaria ingår i släktet Lithophragma och familjen stenbräckeväxter. Inga underarter finns listade i Catalogue of Life.